# Rio Cuiuni
Rio Cuiuni är ett vattendrag i Brasilien.   Det ligger i delstaten Amazonas, i den nordvästra delen av landet, 2 400 km nordväst om huvudstaden Brasília.
I omgivningarna runt Rio Cuiuni växer i huvudsak städsegrön lövskog. Trakten runt Rio Cuiuni är nära nog obefolkad, med mindre än två invånare per kvadratkilometer.